# Villa Eichstätter Straße 17

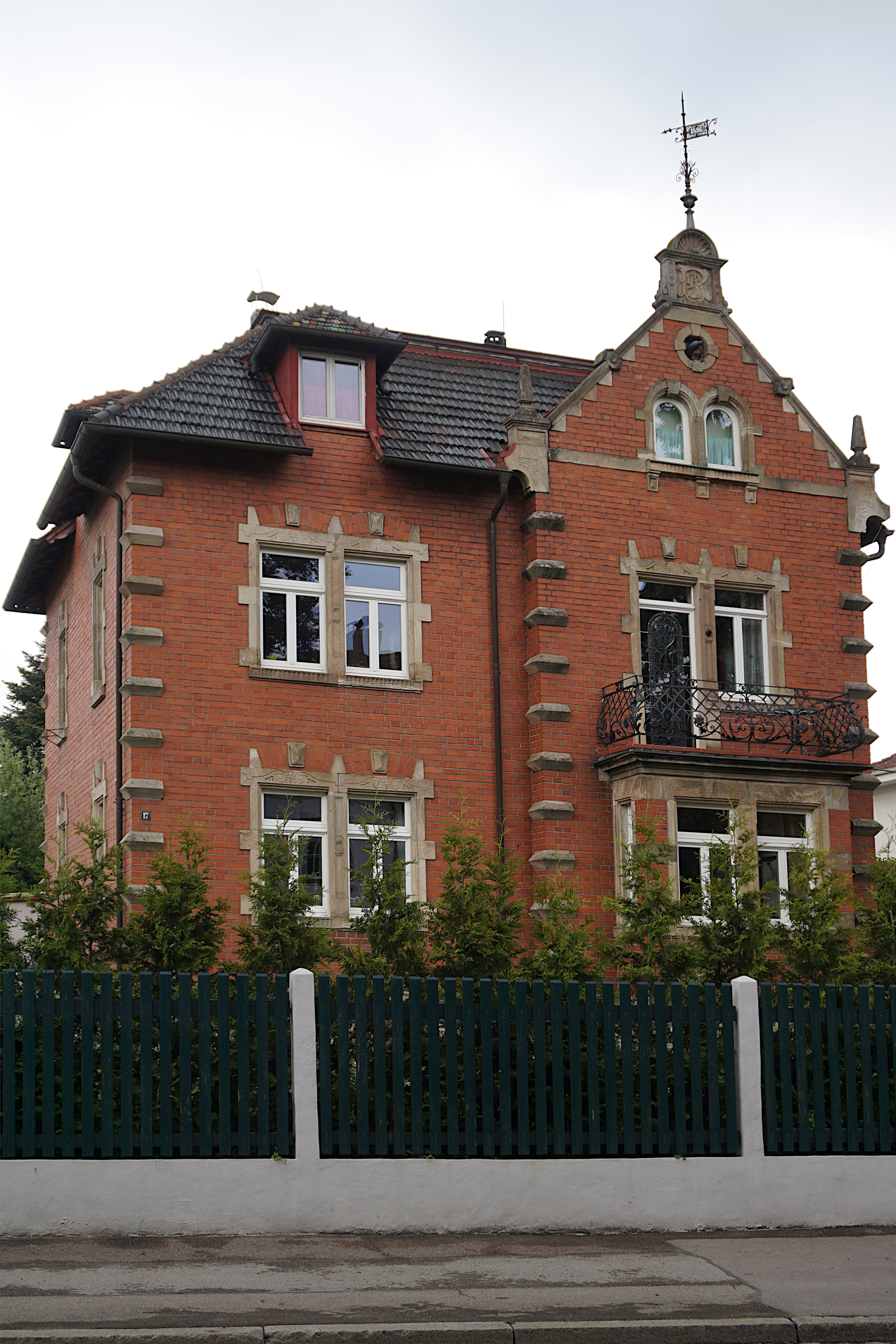
Die Villa im Mai 2020

Das Gebäude Eichstätter Straße 17 ist eine Villa und ein Wohngebäude in Weißenburg in Bayern, einer Großen Kreisstadt im mittelfränkischen Landkreis Weißenburg-Gunzenhausen. Das Gebäude ist unter der Denkmalnummer D-5-77-177-622 als Baudenkmal in die Bayerische Denkmalliste eingetragen.
Das Gebäude befindet sich auf einer Höhe von 432 Metern über NHN östlich der denkmalgeschützten Altstadt Weißenburgs. In direkter Nachbarschaft befinden sich die Villen Eichstätter Straße 19 und 24, unweit befinden sich die Villa Pflaumer, die Stichvilla und die Villa Raab.
Das Gebäude wurde 1896 im Stil der Neurenaissance errichtet. Das Bauwerk entstand wie zahlreiche andere Villen im Weißenburger Stadtgebiet, als im Zuge der Industrialisierung reichere Familien am Rande der Altstadt Villen errichteten. Das Bauwerk ist ein zweigeschossiger Walmdachbau mit Risalit, Erker und Zwerchgiebel. Der Backsteinbau hat eine Gliederung aus Haustein. Die Gartenhausremise ist ein Satteldachbau mit Fachwerk, der ebenfalls denkmalgeschützt ist und wohl gleichzeitig zur Villa errichtet worden ist.